# Jaloux comme un tigre (film, 1964)
Pour les articles homonymes, voir Jaloux comme un tigre.
Pour plus de détails, voir Fiche technique et Distribution.
Jaloux comme un tigre est un film français réalisé par Darry Cowl et sorti en 1964.

## Synopsis
Un mari perturbe la vie de son couple à cause de sa jalousie démesurée.

## Fiche technique
- Titre : Jaloux comme un tigre
- Réalisation : Darry Cowl
- Scénario : Darry Cowl, Serge de Boissac, Jean-Marie Pélaprat et Jacques Vilfrid
- Musique : Darry Cowl et Jean-Michel Defaye
- Photographie : Jean Fontenelle
- Montage : Geneviève Vaury
- Conseiller technique : Maurice Delbez
- Production : Jules Borkon
- Sociétés de production : Champs-Élysées Productions - Lambor Films
- Société de distribution : Société Nouvelle de Cinématographie
- Pays de production :  France
- Genre : Comédie
- Durée : 86 minutes
- Date de sortie : France - 9 octobre 1964

## Lieux de tournage
- À la gare de Nogent-le-Roi et devant le restaurant l'Escapade à Sainte-Gemme-Moronval pour les scènes en extérieur[1].

## Distribution
- Darry Cowl : Henri
- Dany Saval : Jeanine
- Rolande Ségur : Sophie
- Jean Poiret : le docteur Raymond
- Michel Serrault : M. Lurot
- Denise Provence : Mme Lurot
- Jeannette Batti : Dame Toilette
- France Rumilly : la secrétaire
- Francis Blanche : le chauffeur
- Jean Yanne : Alphonse
- Jean Richard : le monsieur à la voiture accidentée
- Françoise Dorin : Mme Raymond
- R. J. Chauffard : le bijoutier qui cherche des escargots
- Michael Lonsdale : un autre homme en voiture
- Dominique Zardi : l'arbitre du tennis
- Pierre Tornade
- Philippe Dumat : le photographe
- Émile Riandreys : un serveur qui parie
- Grégoire Gromoff
- Dominique Prado : l'institutrice
- Jacqueline Fontel : la jeune fille au diadème